# El Rosario, Pijijiapan
El Rosario är en ort i Mexiko.   Den ligger i kommunen Pijijiapan och delstaten Chiapas, i den sydöstra delen av landet, 800 km sydost om huvudstaden Mexico City. El Rosario ligger 428 meter över havet och antalet invånare är 198.
Terrängen runt El Rosario är bergig österut, men västerut är den kuperad. Runt El Rosario är det ganska glesbefolkat, med 27 invånare per kvadratkilometer. Närmaste större samhälle är Hermenegildo Galeana, 11,9 km söder om El Rosario. I omgivningarna runt El Rosario växer i huvudsak städsegrön lövskog.